# Djuptjärnen (Borgsjö socken, Medelpad, 692382-149512)
Djuptjärnen är en sjö i Ånge kommun i Medelpad och ingår i Ljungans huvudavrinningsområde.